# Constantine (film)
 For alternative betydninger, se Constantine. (Se også artikler, som begynder med Constantine)
Constantine er en amerikansk action horrorfilm fra 2005, instrueret af Francis Lawrence, i hovedrollen ses Keanu Reeves som John Constantine, i de øvrige rolles ses Rachel Weisz, Shia LaBeouf, Tilda Swinton, og Djimon Hounsou. Filmen er baseret på Vertigo Comics "Hellblazer" tegneserie, med plot elementer hentet fra "Dangerous Habits" (udgave # 41 til 46) og "Original Sins" paperback.
Filmen, som blev mødt af filmkritikere med blandede reaktioner, skildrer John Constantine som en kyniker med evnen til at opfatte og kommunikere med halv-engle og halv-dæmoner i deres sande form. Han søger frelse fra evig fortabelse i Helvede for et selvmordsforsøg i sin ungdom. Constantine sender dæmoner tilbage til helvede i et forsøg på at tjene en plads i himmelen, men han er blevet træt med tiden. Med døden truende, hjælper han en urolig kriminalbetjent med at finde ud af sandheden om sin tvillingesøsters død, samtidig med optrævlingen et langt større og mørkere plot. 

## Handling
Efter en sag, der involverer en fuldgyldig dæmon som forsøger at bryde ind på det "menneskelige plan," søger Constantine (Keanu Reeves) en audiens hos den androgyne halvblods engel Gabriel (Tilda Swinton). Gabriel fortæller, at fordi han udfører eksorcisme til hans egen fordel, og at de er forfængelige handlinger, der ikke vil skåne ham fra Helvede. Efter sit møde med Gabriel, bliver Constantine angrebet af en fuldgyldig dæmon. Efter en samtale med en tidligere heksedoktor kendt som Papa Midnite (Djimon Honsou) ikke giver svar, begynder Constantine at undersøge situationen sammen med hans ven, Beeman (Max Baker), Hennessy (Pruitt Taylor Vince), og Chas Kramer (Shia LaBeouf). L.A.P.D. Detektiv Angela Dodson (Rachel Weisz) møder op ved Constantine ejerlejlighed og søger en konsultation omkring hendes undersøgelse af hendes tvillingesøster Isabel død, Isabel sprang fra taget af et psykiatrisk hospital. Constantine fortæller Angela at Gud og Lucifer er i gang med en stedfortræderkrig, en stående indsats for sjælene, af hele menneskeheden. Hverken sande engle eller dæmoner kan manifestere sig på Jorden, men de har lov til at besætte og påvirke mennesker.
Gennem Hennessy og Beeman undersøgelser, finder Constantine ud af at Mammon, Lucifers søn, forsøger at skabe sit eget rige på jorden ved at bryde igennem på det "menneskelige plan". For at gøre dette, kræver det at Mammon har en stærk synsk person, Isabel, som blev leveret af halvdæmonen Balthazar (Gavin Rossdale). Efter et forsøg på at videregive oplysninger, bliver Hennessy og Beeman fundet død, og Constantine konkluderer, at Balthazar var ansvarlig for deres død.
Angela afslører, at hun besad den samme gave som hendes søster, men nægtede dette til det punkt, at den blev inaktiv.

## Medvirkende
- Keanu Reeves som John Constantine, et kæde-ryger kyniske individ med evnen til at opfatte det sande ansigt af halve engle og halv-dæmoner på det menneskelige plan. Constantine er dømt til helvede for et selvmord – en dødssynd – og har terminal lungekræft.
- Rachel Weisz som Detektiv Angela Dodson & Isabel Dodson
  - som Angela Dodson, en urolig Los Angeles Police Department detektiv som undersøger, hvad hun mener er mordet på hendes tvillingesøster, Isabel.
  - som Isabel Dodson, en stærk synsk (psychic) og tvangsindlagt patient med evnen til at se halv-dæmoner og halve engle. Hun er fordømt til helvede for at have begået selvmord.
- Shia LaBeouf som Chas Kramer, John Constantine's chauffør og "lærling". Kramer har en stærk interesse for det okkulte og hjælper til.
- Tilda Swinton som Gabriel, en androgyn, halvblods engel med foragt for menneskeheden.
- Pruitt Taylor Vince som Father Hennessy, en insomni, alkoholisk præst med evnen til at kommunikere med de døde. Han drikker konstant for at "holde stemmerne ud".
- Djimon Hounsou som Papa Midnite, en tidligere heksedoktor, der engang kæmpede mod helvede. Efter at have sværget en ed om neutralitet – medmindre den ene side tipper magtbalancen – han åbnede en natklub til at tjene som neutralt mødested for begge sider af krigen mellem himlen og helvede.
- Gavin Rossdale som Balthazar, en halv-dæmon med en speciel forkærlighed for, og med en personlig historie med Constantine.
- Peter Stormare som Lucifer, en falden engel, der er i en stedfortræderkrig mod Gud om sjælene, af hele menneskeheden. Lucifer afskyr Constantine med en sådan iver, at Constantine er den eneste sjæl, som han nogensinde ville komme op fra helvede for personligt at indsamle.
- Max Baker som Beeman, en ven af Constantine med en smag for eksotiske materialer og insekter. Han fungerer både som leverandør af hellige genstande og samler oplysninger til Constantine.

## Musik
Constantine: Original Motion Picture Soundtrack er et soundtrack album fra filmen, Constantine fra 2005. Soundtracket er en orkestersamling af sange fra filmen, udført af Hollywood Studio Symphony og komponeret af Brian Tyler, komponist for film som Eagle Eye og Fast & Furious, og Klaus Badelt, komponist for Disneys Pirates of the Caribbean filmserien.
Sangene "Passive" af A Perfect Circle (udgivet i forbindelse med filmen og hørte i gåturen gennem Midnite bar) og "Take Five" af The Dave Brubeck Quartet (hørt som en rekord spillet af Constantine) er ikke medtaget. Soundtracket blev planlagt af Allmusic, som henviste til det som "klicheagtige og religiøst stereotyp." 
| 1.    | "Destiny"                | 2:00 |
| 2.    | "The Cross Over"         | 2:42 |
| 3.    | "Meet John Constantine"  | 2:39 |
| 4.    | "Confession"             | 2:32 |
| 5.    | "Deo et Patri"           | 1:16 |
| 6.    | "Counterweight"          | 2:47 |
| 7.    | "Into the Light"         | 2:54 |
| 8.    | "I Left Her Alone"       | 1:40 |
| 9.    | "Resurrection"           | 2:04 |
| 10.   | "Circle of Hell"         | 5:38 |
| 11.   | "Last Rites"             | 1:55 |
| 12.   | "Encountering a Twin"    | 1:06 |
| 13.   | "Flight to Ravenscar"    | 0:52 |
| 14.   | "Humanity"               | 2:58 |
| 15.   | "John"                   | 1:31 |
| 16.   | "Someone Was Here"       | 1:44 |
| 17.   | "Hell Freeway"           | 2:43 |
| 18.   | "Ether Surfing"          | 1:13 |
| 19.   | "The Balance"            | 2:26 |
| 20.   | "Absentee Landlords"     | 1:35 |
| 21.   | "John’s Solitude"        | 1:25 |
| 22.   | "Lucifer"                | 1:56 |
| 23.   | "Rooftop"                | 1:18 |
| 24.   | "Constantine End Titles" | 2:39 |
| 51:47 |                          |      |